# Вифания

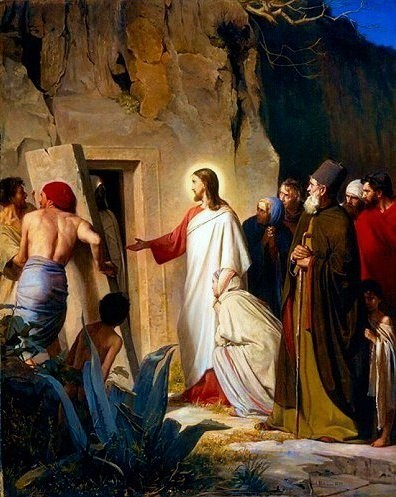
Картина Карла Блоха «Воскрешение Лазаря»

Вифа́ния (арам. בית עניא, Бейт-Анья, греч. Βηθανία) — селение, упомянутое в Новом Завете как родной город Лазаря, Марии и Марфы (Ин. 11:1). В этом городе пребывал Иисус Христос накануне торжественного въезда в Иерусалим.
Традиционно отождествляется с селением (ныне городом) Эль-Эйзари́я (араб. العيزرية‎) (название образовано от имени «Лазарь» и означает «место Лазаря») на Западном берегу реки Иордан, примерно в 3 км к востоку от Иерусалима (фактически пригород Восточного Иерусалима). Расположен на юго-восточном склоне Елеонской горы.
Главной достопримечательностью Эль-Эйзарии является могила Лазаря. С IV века является местом паломничества христиан.
Согласно Евангелию от Луки (Лк. 24:50-53) Вознесение Господне произошло в Вифании.

## Название
В литературе встречаются несколько интерпретаций арамейского названия Вифании. Обычно (по крайней мере с начала XVIII века) название переводится как «дом фиников», также в русском языке используется «дом [финиковых] пальм». Некоторые исследователи указали, что почва и климат Эль-Эйзарии непригодны для финиковых пальм, и в середине XIX века Вильям Диксон предложил расшифровку в форме בית עני (Вифания = Бейт Ани) «дом бедных», «дом страждущих». Но более верным, скорее, является другое толкование, связанное с сельскохозяйственной и природно-климатической топонимикой Палестины, а именно со словом «айн», «עין» — «источник, родник». Наличие на конце слова «א» («алеф») и перенос буквы «י» («йуд», Айна -> Анья) свидетельствует о том, что этот источник был достаточно полноводным и питал другие водные артерии.